# Psittacanthus hamulifer
Psittacanthus hamulifer är en tvåhjärtbladig växtart som beskrevs av J. Kuijt. Psittacanthus hamulifer ingår i släktet Psittacanthus och familjen Loranthaceae. Inga underarter finns listade i Catalogue of Life.